# Höglandssjukhuset
Höglandssjukhuset är ett akutsjukhus som ingår i Region Jönköpings län och är beläget i Eksjö. 
Sjukhuset har anor från mitten av 1800-talet i och med uppförandet av Ulfsparre-Hägerflychtska sjukhuset i Eksjö. Det är en sammanslagning 1975 av sjukhusen i Eksjö och Nässjö med namnet ”Eksjö-Nässjö lasarett” och ett senare namnbyte, kopplad till det geografiska begreppet Småländska höglandet.